# Анатолий Солоницин
Анатолий (Ото) Алексеевич Солоницин (на руски: Анато́лий (Отто) Алексе́евич Солони́цын) е руски и съветски филмов и театрален актьор.

## Биография
Анатолий Солоницин е роден на 30 август 1934 г. в град Богородск, Горкиевска област, в семейство на поволжки немци.
След завършване на училището при Свердловския драматичен театър през 1960 г. започва работа като актьор в него. Играе в театрите в Свердловск, Минск, Новосибирск, Талин. Кандидатства три пъти в ГИТИС (Руската академия за театрално изкуство) но е отхвърлян. От 1972 г. е актьор в театъра на Ленсъвета, Ленинград.
В киното се снима за пръв път през 1963 г. През 1966 изиграва главната роля в „Андрей Рубльов“ на Тарковски, която му донася широка известност. С големия руски режисьор го свързва дългогодишно сътрудничество. Солоницин участва в прочутите филми на Тарковски: „Андрей Рубльов“, „Соларис“, „Огледало“, „Сталкер“. През 1981 г. става лауреат на Берлинския кинофестивал в категорията „Най-добър актьор“, за изпълнението си във филма „Двадесет и шест дни от живота на Достоевски“. Същата година получава званието „Заслужил артист на РСФСР“.
Женил се е 3 пъти, има 2 деца. Умира от рак на белите дробове през 1982 г.
За недългия си живот (47 г.), се е снимал в 46 игрални филма.

## Филмография
- 1963 – „Делото Курт Клаузевиц“
- 1966 – „Андрей Рубльов“ – Андрей Рубльов
- 1967 – „В огъня няма брод“
- 1968 – „Шанс едно на хиляда“
- 1970 – „В лазурната степ“
- 1971 – „Проверка на пътищата“
- 1972 – „Гросмайстор“
- 1972 – „Да обичаш човека“
- 1972 – „Принцът и просякът“
- 1972 – „Соларис“ – доктор Сарториус
- 1974 – „Огледало“ – доктора
- 1974 – „Под каменно небе“
- 1974 – „Последният ден на зимата“
- 1974 – „Свой сред чужди, чужд сред свои“ – председателя на Губком, Василий Сарийчев
- 1975 – „Воздухоплавател“
- 1975 – „Там, зад хоризонта“
- 1976 – „Доверие“
- 1976 – „Легенда за Тил“
- 1976 – „Докато стоят планините“
- 1977 – „Извисяване“
- 1977 – „А беше тихо“
- 1977 – „Чантата на инкасатора“
- 1977 – „Юлия Вревская“, на Николай Корабов
- 1978 – „Обрат“
- 1978 – „Трасе“
- 1979 – „Сталкер“ – Писателя
- 1979 – „Телохранител“
- 1980 – „Двадесет и шест дни от живота на Достоевски“ – Фьодор Достоевски
- 1980 – „Почиващи си от живота“
- 1980 – „Сергей Иванович излиза в пенсия“
- 1980 – „Тайнственият старец“
- 1981 – „Мъже!“
- 1981 – „Тайната на бележника“
- 1981 – „Шапка“
- 1982 – „Влакът спря“ – журналиста Малинин